# بودا بار
بودا بار (به انگلیسی: Buddha Bar) یک مجموعه رستوران، بار و هتل  زنجیره‌ای است که نخستین بار توسط رستوران‌دار رومانیایی-فرانسوی «ریموند ویشان» در سال ۱۹۹۶ در پاریس بنیان‌گذاری شد. بودا بار «خیلی زود تبدیل به مرجعی در بین یوپی‌های خارجی و گردشگران ثروتمندی شد که از پاریس بازدید می‌کردند» و «مقلدان زیادی ایجاد کرد»، تا حدی به دلیل انتخاب موسیقی آوانگارد و گلچین دی‌جی محبوب شد.
بودا بار در سطح بین‌المللی به دلیل انتشار آلبوم‌های گردآوری‌شده‌ای شناخته می‌شود، که مجموعه‌های محبوبی از موسیقی چیل‌اوت، ملایم و ملل هستند و توسط «جرج وی رکوردز» با نام تجاری «بودا بار» منتشر شد. بودا بار «با سی‌دی‌های موسیقی ملایم ذن خود نامی برای خود دست و پا کرده است و همچنان محبوبیت خود را حفظ کرده است - به ویژه در میان گردشگران». شعبات متعددی از این بار از آن هنگام در تعدادی از کشورهای دیگر افتتاح شده‌اند.